# Palermo (Maine)
Palermo è un centro abitato (town) degli Stati Uniti d'America della contea di Waldo nello Stato del Maine.
La popolazione era di 1,535 persone al censimento del 2010.

## Geografia fisica
Palermo è situata a 44°24′28″N 69°28′26″W.
Secondo lo United States Census Bureau, ha un'area totale di 43,57 miglia quadrate (112,85 km²).

## Società

### Evoluzione demografica
Secondo il censimento del 2010, c'erano 1,535 persone, 623 nuclei familiari e 461 famiglie residenti nella città. La densità di popolazione era di 37,8 persone per miglio quadrato (14,6/km²). C'erano 975 unità abitative a una densità media di 24,0 per miglio quadrato (9,3/km²). La composizione etnica della città era formata dal 97,5% di bianchi, lo 0,5% di afroamericani, lo 0,4% di nativi americani, lo 0,5% da asiatici, lo 0,1% di altre razze, e l'1,1% di due o più etnie. Ispanici o latinos di qualunque razza erano lo 0,5% della popolazione.
C'erano 623 nuclei familiari, di cui il 30,8% aveva figli di età inferiore ai 18 anni, il 58,6% aveva coppie sposate conviventi, il 10,6% aveva un capofamiglia femmina senza marito, il 4,8% aveva un capofamiglia maschio senza moglie, e il 26,0% erano non-famiglie. Il 19,3% di tutti i nuclei familiari erano individuali e l'8,2% erano persone di 65 anni o di più che vivevano da sole. Il numero di componenti medio di un nucleo familiare era di 2,46 e quello di una famiglia era di 2,78.
La popolazione media della città era di 43,8 anni. Il 22,5% di persone sotto i 18 anni; il 7% di persone dai 18 ai 24 anni; il 22% di persone dai 25 ai 44 anni; il 32,7% di persone dai 45 ai 64 anni; e il 15,8% pari a 65 anni o di più. Il numero di abitanti per genere della città era il 49,7% maschi e il 50,3% femmine.